# Tríada capitolina

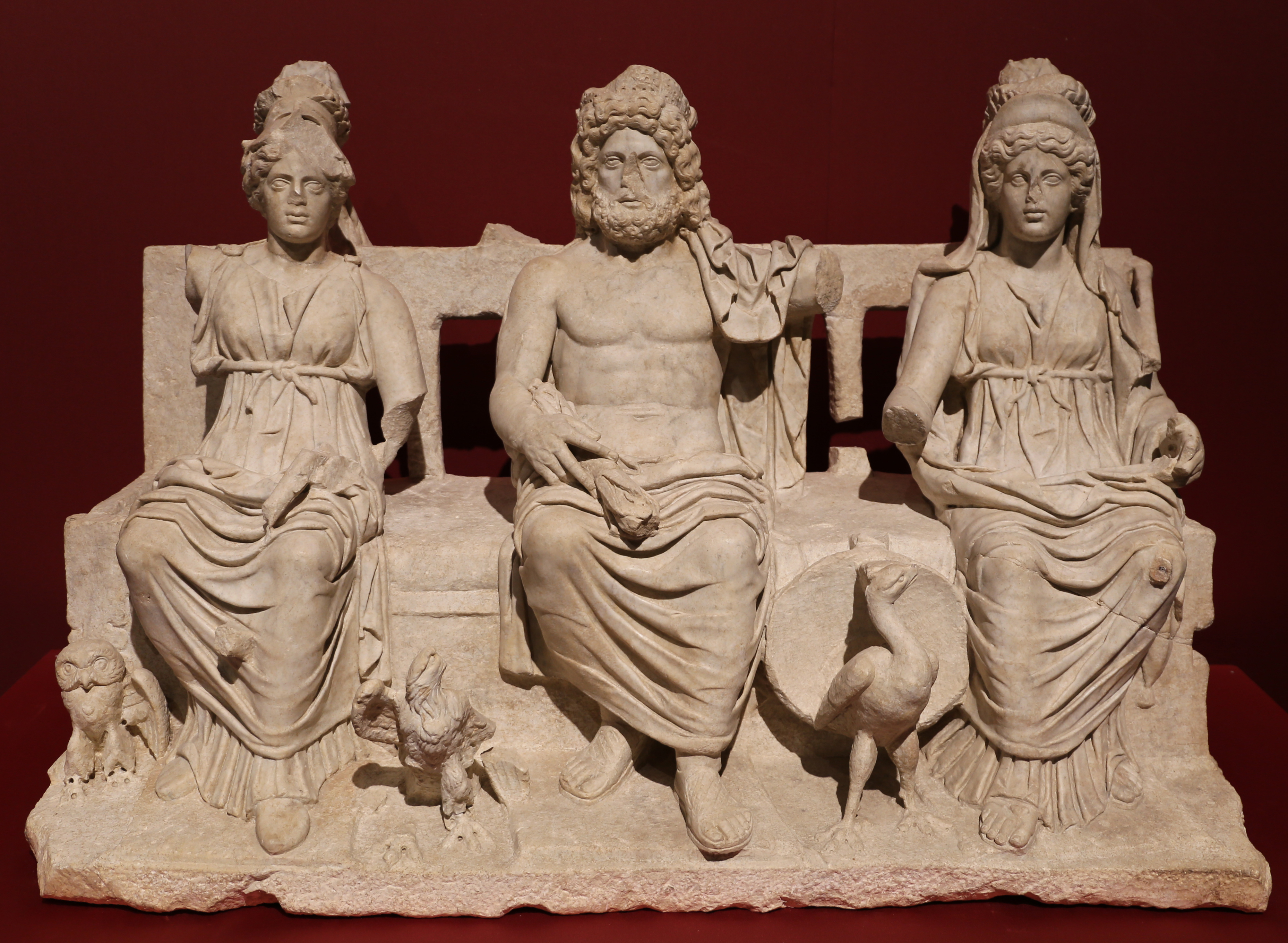
Grupo escultórico de la tríada capitolina. Museo Arqueológico Nacional de Palestrina. Es la única representación conjunta de estos tres dioses que se ha conservado. Fue hallado en 1994 en la excavación de la villa romana dell'Inviolata (Parco dell'Inviolata, en Guidonia Montecelio, muy próximo a Roma).

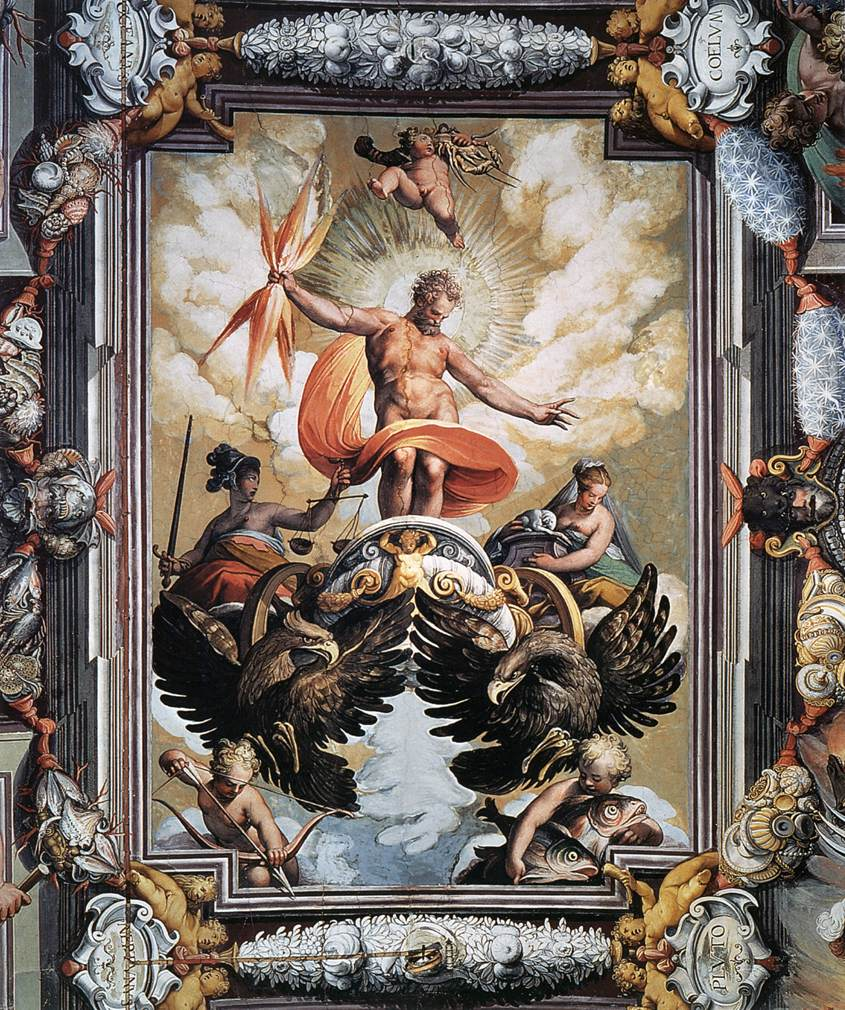
Representación manierista de la tríada capitolina; obra de Jacopo Zucchi (entre 1589 y 1592).

Tríada capitolina es el nombre que se da al conjunto de tres dioses principales de la religión romana.
Como en otras religiones indoeuropeas, entre los romanos había una marcada tendencia a reunir a los dioses en grupos de tres, y fruto de esta tendencia son las distintas tríadas que a lo largo de la historia se compusieron con diferentes dioses.

## Tríadas
La primera tríada o tríada arcaica estaba formada por Júpiter, Marte y Jano, pero muy pronto Jano fue sustituido por Quirino. Su culto era importante, como lo atestigua el nombre dado a los tres principales sacerdotes, los flamines.
La tríada clásica era conocida con el nombre de capitolina, por tener su templo en la Colina Capitolina, en el Templo de Júpiter Óptimo Máximo o Júpiter capitolino, y estaba formada por Júpiter, Juno y Minerva. Derivaba de la religión etrusca, en la que está documentada la llamada tríada etrusca, formada por Tinia, Uni y Menrva.